# أمة العليم السوسوه
أمة العليم علي السوسوة وزيرة، إعلامية، دبلوماسية، وباحثة يمنية من عائلة بيت السوسوة مدينة ذمار. ولدت في مدينة تعز عام 1958م، ثم استقرّت في مدينة صنعاء. حصلت على شهادة الثانوية العامة سنة 1396ه‍/1976م، ثم التحقت بالعمل في إذاعة تعز، ثم انتقلت إلى تلفزيون صنعاء، وأصبحت كبير المذيعين فيه، وفي عام 1411ه‍/1991م، عُيّنت وكيلاً مساعدًا في وزارة (الإعلام)، كما عُيّنت سنة 1417ه‍/1997م، في المنصب نفسه، ثم عينت ممثلاً دائمًا لليمن لدى منظمة حظر الأسلحة الكيماوية في هولندا، ثم سفيرة غير مقيمة لدى مملكة السويد، ثم سفيرة غير مقيمة لدى مملكة الدنمارك، ثم سفيرة لدى مملكة هولندا، ثم وزيراً لحقوق الإنسان. كما عملت في الأمم المتحدة كمساعدة للأمين العام للأمم المتحدة مديرة المكتب الإقليمي لبرنامج الأمم المتحدة الإنمائي في منطقة الشرق الأوسط، كما تم اختيارها في إبريل 2014 رئيساً للجهاز التنفيذي لتسريع استيعاب تعهدات المانحين في اليمن.
تولت أثناء هذه الأعمال عددًا من المهام الأخرى؛ منها: رئيسة (اللجنة الوطنية للمرأة)، ومحاضرة في كلية (العلوم السياسية) في جامعة صنعاء، ورئيسة الاتحاد النسائي اليمني. من خلال كلِّ ذلك؛ مثلت اليمن في كثير من الندوات والمؤتمرات العالمية، وساهمت في كثير من الأنشطة والبرامج الاجتماعية، والثقافية، والفكرية، والإنمائية، وحصلت على وسام تكريم من الشيخة (فاطمة)، حرم الشيخ زايد بن سلطان آل نهيان؛ لدورها المتميز في الإعلام العربي سنة 1422ه‍/2002م، كما حصلت على جائزة (امرأة العام) في الشرق الأوسط سنة 1423ه‍/2003م.
متزوجة، وأم لطفلتين، وقد كتب عنها كثيرون؛ منهم: الكاتب الصحفي كمال الريامي، الذي قال عنها في (ملحق الأسرة) التابع لصحيفة (الثورة) اليومية: «تعد الأستاذة (أمة العليم السوسوة) من أشهر نساء اليمن على الإطلاق... ولا غرو إن كانت هذه المرأة رمزًا حضاريًّا لكل فتاة يمنية». عضو مجلس أمناء المؤسسة العربية للديمقراطية.